# Sedrata
Sedrata (em árabe: سدراتة) é uma comuna localizada na província de Souk Ahras, Argélia. De acordo com o censo de 2008, a população total da cidade era de 53 218 habitantes.